# Beowulf & Grendel
Beowulf & Grendel är en isländsk film från 2005 i regi av Sturla Gunnarsson

## Handling
Handlingen hämtas från det medeltida eposet om Beowulf. Trollet Grendel bidar sin tid för att hämnas på den danske kungen Hrothgar som har tagit livet av Grendels far.

## Rollista (urval)
- Gerard Butler - Beowulf
- Stellan Skarsgård - Kung Hrothgar
- Sarah Polley - Selma
- Steindór Andersen - Snorri
- Ingvar Eggert Sigurðsson - Grendel
- Hringur Invarsson - Grendel som ung
- Tony Curran - Hondscioh
- Steinunn Ólína Thorsteinsdóttir - Drottning Wealtheow
- Elva Ósk Ólafsdóttir - Sjöhäxan